# Mezzolombardo
Mezzolombardo (Mezombart in dialetto locale) è un comune italiano di 7 698 abitanti della provincia autonoma di Trento. È situato nella Piana Rotaliana.

## Geografia fisica

### Territorio
La Borgata di Mezzolombardo si trova ai piedi delle balze rocciose del monte Fausior, che lo chiude nella parte occidentale; a oriente è invece abbracciato dal corso del fiume Noce. L'insediamento vecchio del paese, in posizione leggermente rialzata, è chiamato Piaz ed è attraversato da pittoreschi vicoli che lo rendono la parte più caratteristica della vecchia borgata.

## Storia
Appartenente direttamente al Vescovado di Trento, nel 1194 fu diviso da Mezzocorona, del territorio tirolese. 
Da questo momento prese il nome di Mezzolombardo (Welschmetz in tedesco, da welsch, usato per le popolazioni di lingua neolatina), mentre la vicina veniva detta Mezzotedesco.
In passato fu in uso anche il toponimo Mezzo di San Pietro (Meçi de Sancto Petro), dal nome del castello.

### Simboli
Stemma
Lo stemma è stato riconosciuto con D.C.G. del 6 marzo 1930.
Gonfalone
Il gonfalone è stato adottato con deliberazione del Consiglio comunale del 23 maggio 1996.
(D.C.C. 23/05/1996)

## Monumenti e luoghi d'interesse

### Architetture religiose

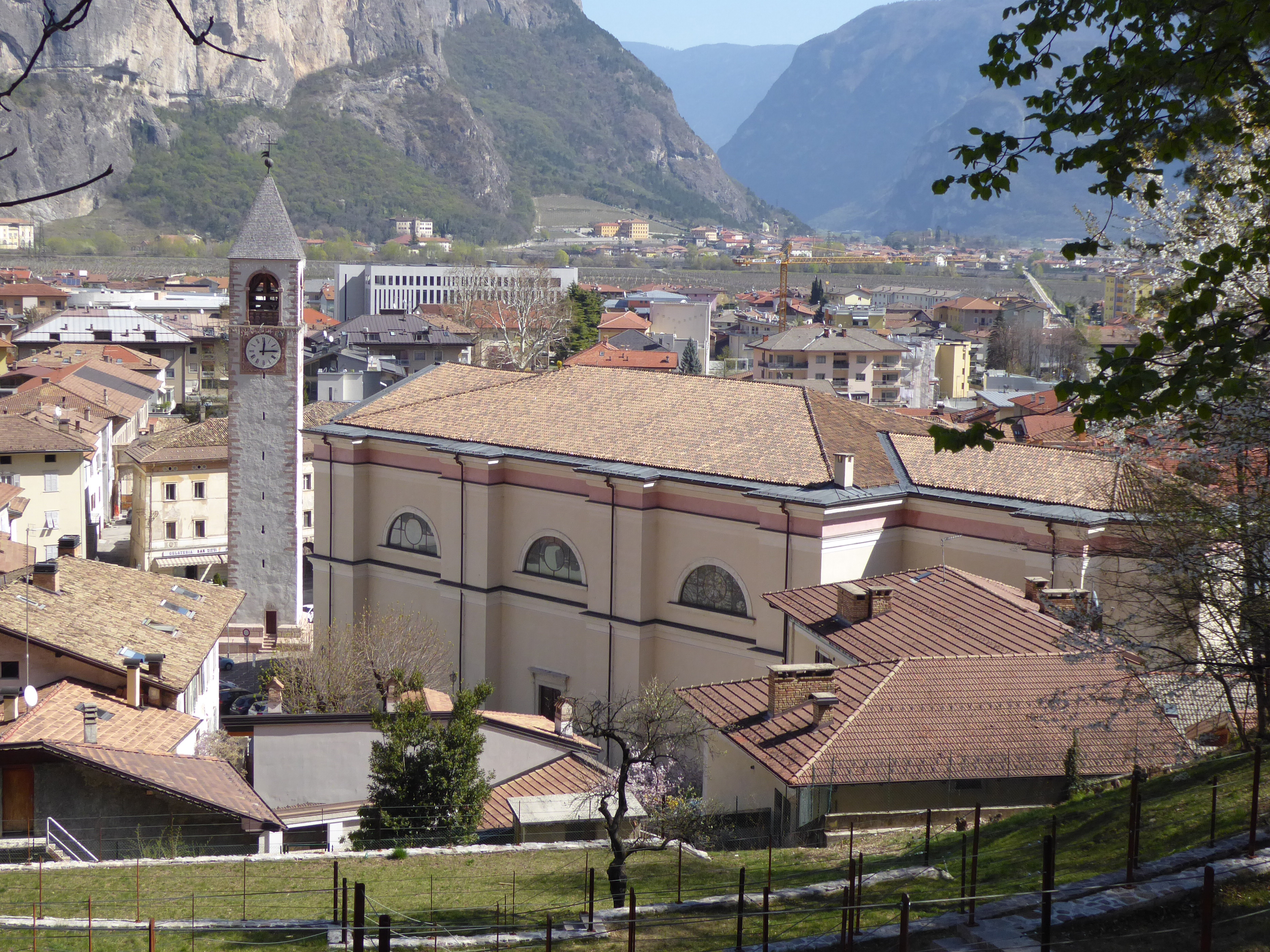
Chiesa della Natività di San Giovanni Battista, parrocchiale, edificata tra il 1846 ed il 1849 in sostituzione della precedente chiesetta seicentesca.
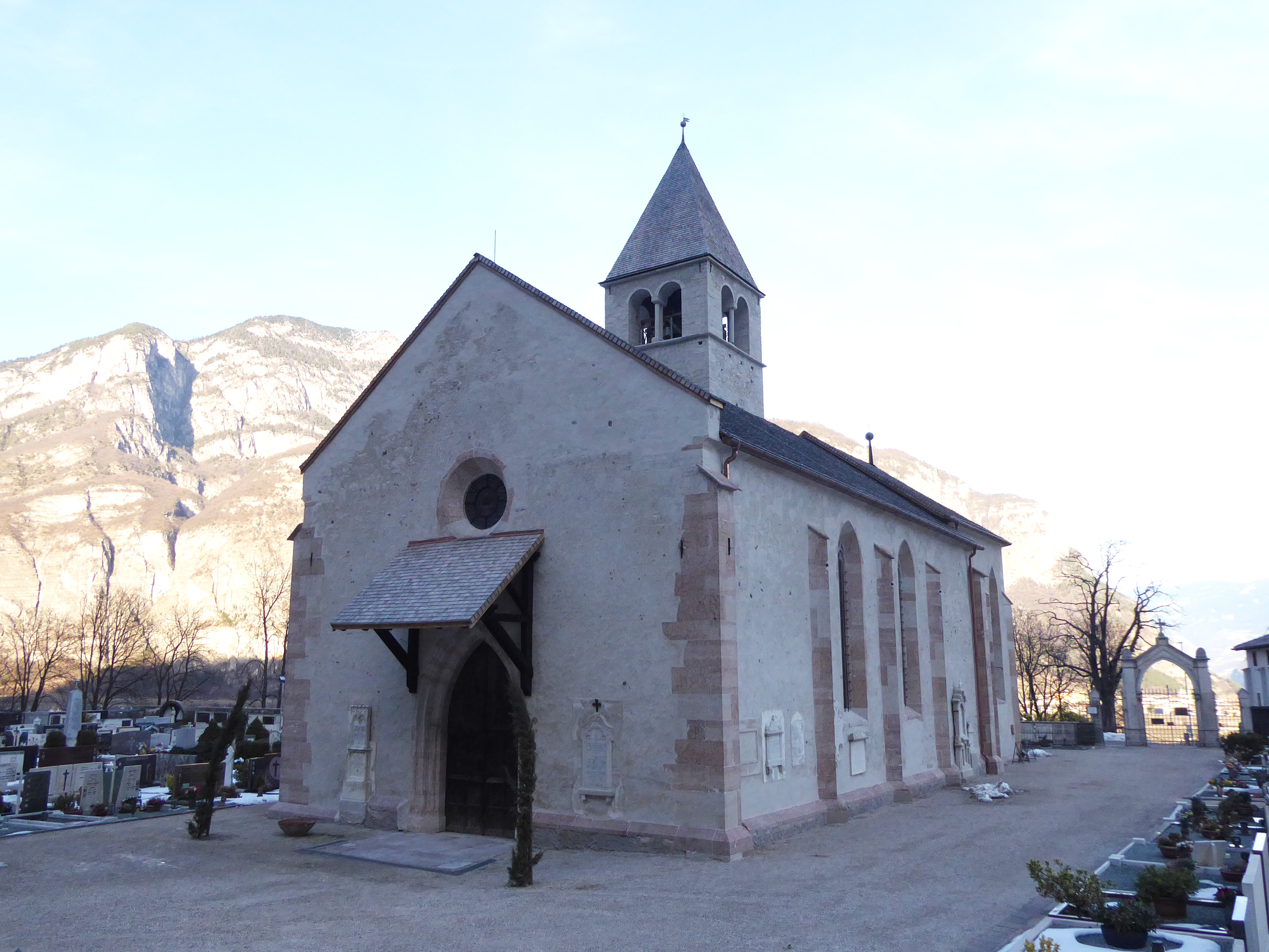
Chiesa di San Pietro
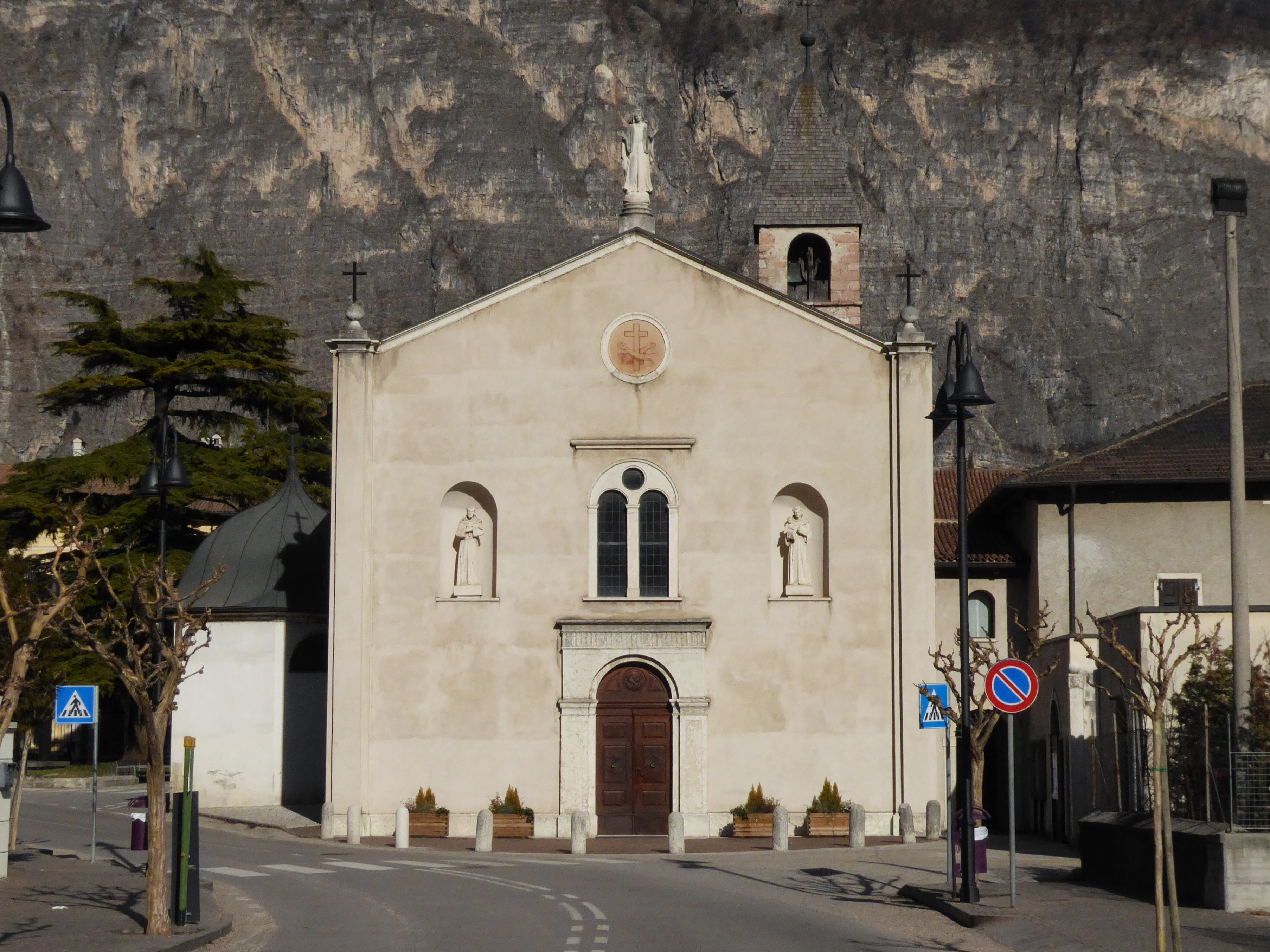
Chiesa dell'Immacolata Concezione
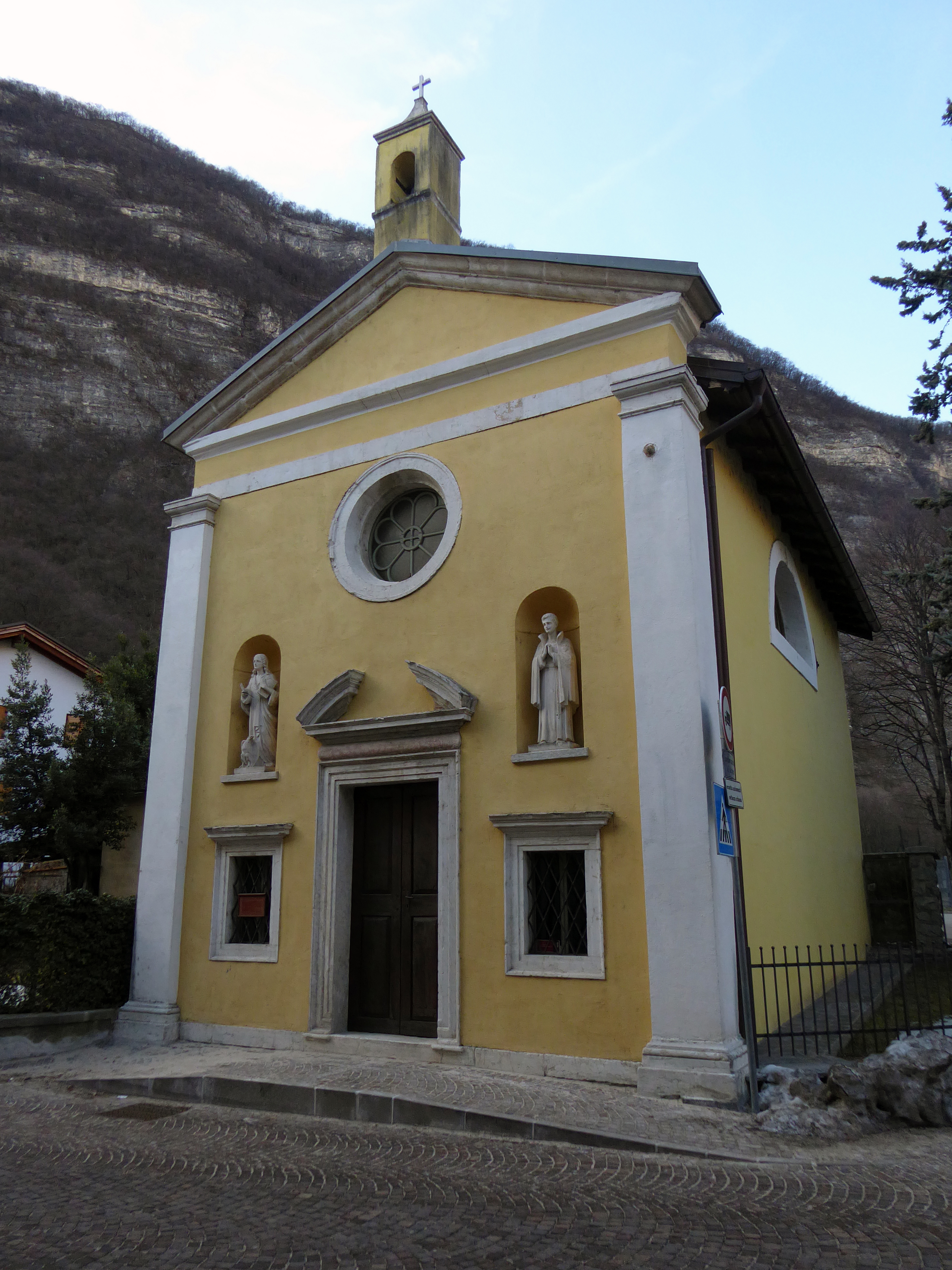
Chiesa dell'Addolorata
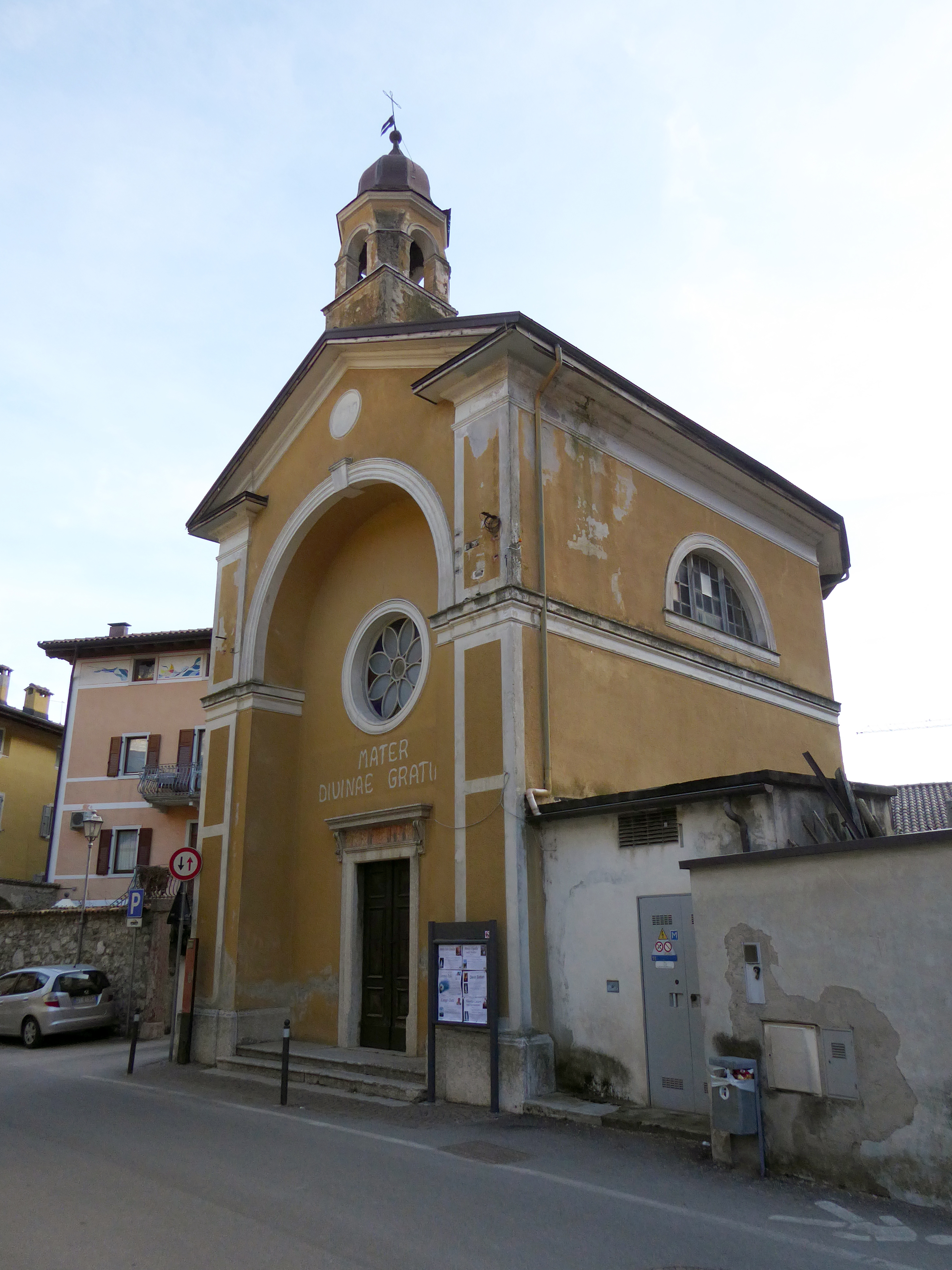
Chiesa della Madonna delle Grazie
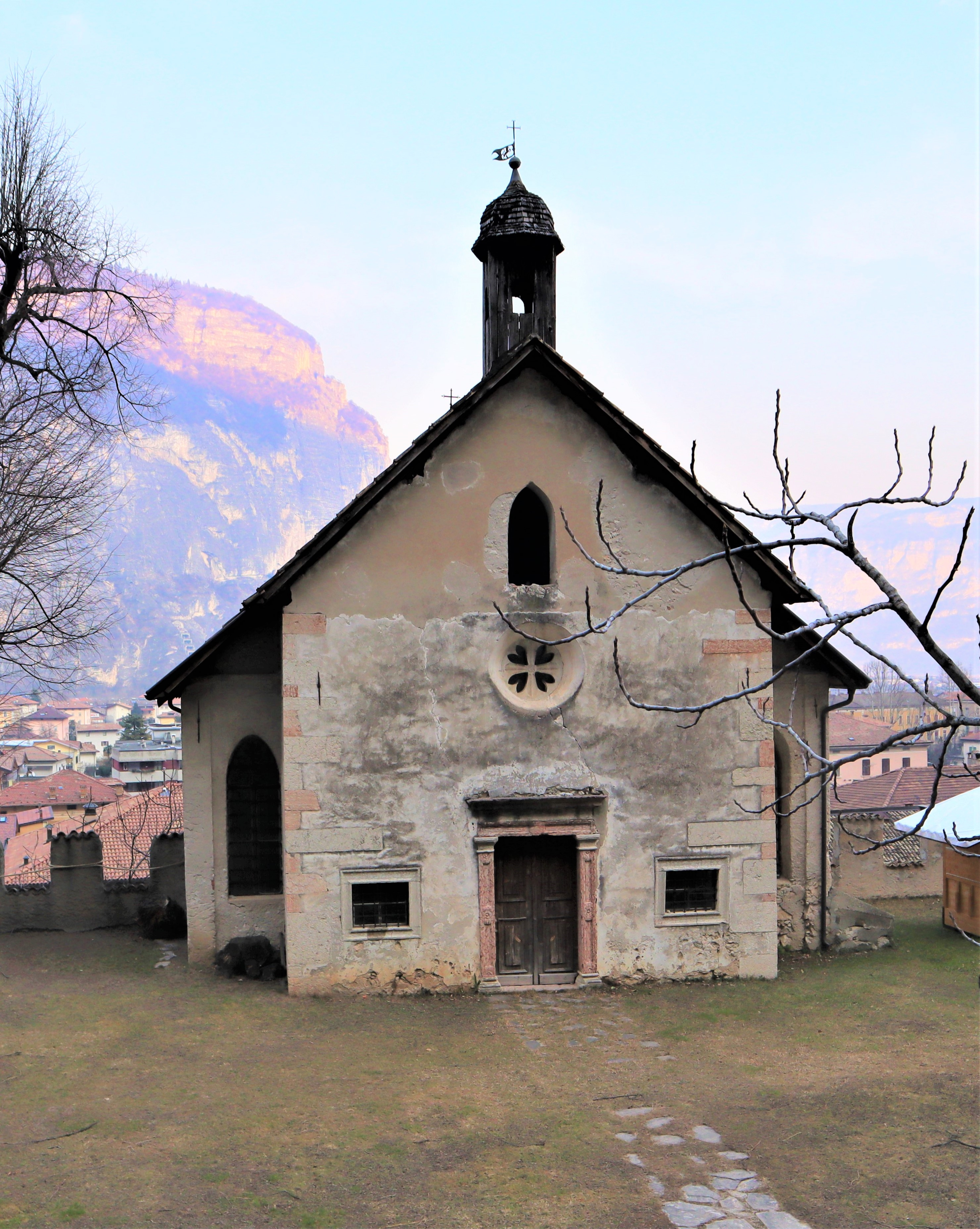
Chiesa di Sant'Apollonia, cappella privata nel complesso del Castello della Torre  - Chiesa della Natività di San Giovanni Battista
  - Chiesa di San Pietro
  - Chiesa dell'Immacolata Concezione
  - Chiesa dell'Addolorata
  - Chiesa della Madonna delle Grazie
  - Chiesa di Santa Apollonia

### Architetture militari

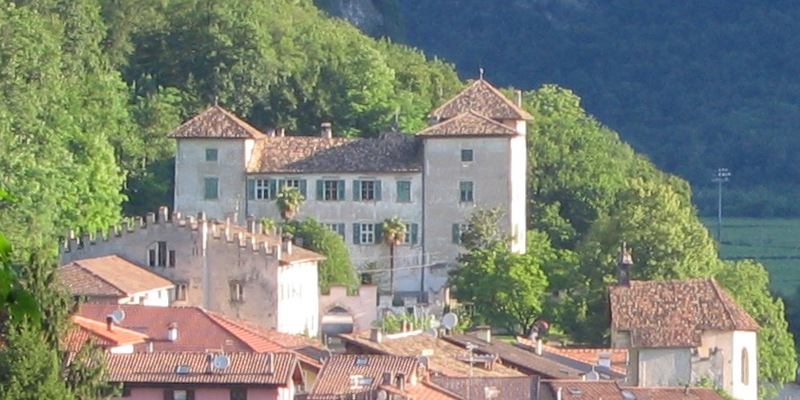
Castello della Torre

A nord-ovest dell'abitato di Mezzolombardo si trova la località Rocchetta dove si trovano i resti dell'omonimo Forte Rocchetta, una fortificazione austro-ungarica, di cui, per far spazio ai lavori di ristrutturazione della strada, non rimangono che poche tracce. La località Rocchetta è anche il punto in cui termina la Piana Rotaliana ed inizia la Val di Non.

### Altre architetture e luoghi di interesse
A sud di Mezzolombardo invece si trova la località Rupe. Essa è la parte industriale del paese, dove risiedono varie fabbriche e imprese.
Nella stessa località è presente il biotopo La Rupe che si estende, sempre in direzione sud, verso l'abitato di Zambana Vecchia.
Dalla Rocchetta parte una delle gallerie più lunghe del Trentino, in due canne: quella sud è lunga 3740 metri, mentre quella nord è lunga 3695 metri.

## Società

### Evoluzione demografica
Abitanti censiti

## Infrastrutture e trasporti
Il territorio comunale è attraversato dalla linea ferroviaria Trento-Malé-Mezzana, a scartamento ridotto da 1000 mm e gestita da Trentino Trasporti. La stazione a servizio del paese si trova nei pressi del centro abitato.
Tale linea fu inaugurata nel 1964 in sostituzione della preesistente tranvia la cui stazione era ubicata nei pressi di via Fiorini ed era comune rispetto alla ferrovia Mezzocorona-Mezzolombardo, caratterizzata dalla presenza del ponte sul Noce, che risultava comune con la tranvia: a tale scopo l'ultimo tratto fino alla stazione di Mezzolombardo era armato col sistema a doppio scartamento a tre rotaie. La stazione occupava l'area delimitata da quelle che in seguito divennero le vie Fiorini e Milano.

## Amministrazione
| Periodo | Periodo   | Primo cittadino   | Partito      | Carica  | Note |
| ------- | --------- | ----------------- | ------------ | ------- | ---- |
| 2005    | 2009      | Rodolfo Borga     | lista civica | sindaco |      |
| 2009    | 2015      | Anna Maria Helfer | lista civica | sindaco |      |
| 2015    | 2023      | Christian Girardi | lista civica | sindaco |      |
| 2024    | in carica | Michele Dalfovo   | lista civica | sindaco |      |

## Sport
Sono presenti due squadre di calcio:
- l'ASD Rotaliana, che disputa il campionato di Promozione;
- l'SSD Mezzolombardo calcio a 5, che disputa il campionato di Serie C1.

A Mezzolombardo è nata la squadra di pallavolo Trentino Volley.
Altro sport molto praticato è il tennis, uno sport storico per il comune di Mezzolombardo; la struttura si avvale di quattro campi in terra battuta.